# Tuyển hầu xứ Pfalz
Kurpfalz (viết văn tắt cho từ Kurfürstentum Pfalz, chính xác hơn kurfürstliche Pfalzgrafschaft bei Rhein oder kurfürstlich rheinische Pfalzgrafschaft )  cho tới 1777 là một công quốc, hay tuyển hầu quốc thuộc đế quốc La Mã Thần thánh.

## Địa lý
Kurpfalz nằm ở Thượng và Trung Rhein, giữa sông Mosel và Kraichgau, phần chính nằm ở vùng Hạ Neckar và những thủ phủ như Heidelberg và Mannheim. Lãnh thổ của Kurpfalz không phải là một khu vực nối liền với nhau, mà như một miếng vải chấp vá, vào thời đó là một việc bình thường, với những vùng nằm hoàn toàn trong lãnh thổ khác và ngược lại.
Những lãnh thổ mà trước kia thuộc Kurpfalz bây giờ thuộc các bang Đức như Baden-Württemberg, Rheinland-Pfalz, Hessen, Bayern (Oberpfalz, Pfalz-Neuburg), Saarland cũng như các khu vực mà bây giờ thuộc Pháp nằm trong vùng Grand Est và Lothringen.

## Thế lực
Kurpfalz là một trong những lãnh thổ không thuộc nhà thờ quan trọng nhất của đế quốc La Mã Thần thánh. Vào thời cải cách Kháng cách Kurpfalz là một trong những thế lực Tin lành lãnh đạo, và hoạt động nhất trong đế quốc. Tuyển hầu Friedrich V. của Pfalz có một thời gian ngắn trở thành vua của Bohemia. Cuộc phiêu lưu đó đã gây ra Chiến tranh ba mươi năm, mà cũng đánh dấu bước ngoặt của lịch sử Kurpfalz. Hàng chục năm nó rơi vào thế lực ngoại bang và trở thành chiến trường, bị cướp bóc và gây nhiều chết chóc. Quyền lực của nhà Pfalz Wittelsbach mặc dù trong Hòa ước Westfalen 1648 được phục hồi trở lại, công quốc này không còn có thế lực như ngày xưa.

## Sơ lược Lịch sử
Heinrich II. von Laach (* um 1050; † 23 tháng 10 1095 tại lâu đài Laach), xuất thân từ nhà Gleiberg-Luxemburg, từ năm 1085 cho tới khi chết là Pfalzgraf bei Rhein đầu tiên.
1214 Pfalz được chuyển từ nhà Welfen sang nhà Wittelsbach (từ 1180 đã cai trị công quốc Baiern - mà trước đó cũng thuộc nhà Welfen). Nhà Wittelsbach lúc đó còn được thêm nhiều lãnh thổ, thí dụ như Hà Lan, Seeland, Hennegau và công quốc Brandenburg. 1255 lãnh thổ Wittenbach được chia ra, từ 1329 do sự phân chia này mà phát triển ra nhánh Pfalz Wittelsbach, từ 1340 thuộc nhánh Bayern Wittelsbach. Thủ phủ của công quốc Pfalz là Heidelberg (1386 thành lập ra Đại học Heidelberg), từ 1720 Mannheim. Từ 1356 (gián đoạn từ 1623 - 1648) Pfalzgraf cũng là tuyển hầu tước (có quyền tham dự bầu vua Đức).
Pfalz vào năm 1410 được chia ra nhiều lãnh thổ như Pfalz-Simmern, Pfalz-Zweibrücken, Pfalz-Veldenz, Pfalz-Neuburg, Pfalz-Sulzbach và Pfalz-Birkenfeld.
1614 công quốc Jülich und Berg ở Hạ Rhein với thủ phủ là Düsseldorf lập một liên minh cá nhân với Kurpfalz. 1777 nhà bayern Wittelsbach tuyệt gốc, Pfalz nhập với công quốc Baiern thành Pfalzbaiern. Dựa vào các cuộc phân chia 1255/1329/1340 người ta có thể nói đây là một cuộc thống nhất lãnh thổ. Việc thống nhất vào năm 1777 chấm dứt trên căn bản sự độc lập của Pfalz.